# Mohammed Sahil
Mohammed Sahil (ur. 11 października 1963) – były marokański piłkarz grający na pozycji napastnika.

## Kariera klubowa
Mohammed Sahil w czasie kariery piłkarskiej grał w Wydad Casablanca.

## Kariera reprezentacyjna
W reprezentacji Maroka Mohammed Sahil grał w latach osiemdziesiątych.
W 1986 roku uczestniczył w Mistrzostwach Świata 1986 w Meksyku.
Na Mundialu był rezerwowym i nie wystąpił w żadnym spotkaniu.